# Tour de La Provence
Tour de La Provence er et fransk etapeløb i landevejscykling som arrangeres i februar. Løbet er blevet arrangeret siden 2016. Løbet var indtil 2022 klassificeret som 2.Pro og var en del af UCI ProSeries. Fra 2024 var det en del af UCI Europe Tour som 2.1.

## Vindere
| År                                      | Vinder           | Toer               | Treer               |        |
| --------------------------------------- | ---------------- | ------------------ | ------------------- | ------ |
| Tour cycliste international La Provence |                  |                    |                     |        |
| 2016                                    | Thomas Voeckler  | Petr Vakoč         | Lilian Calmejane    |        |
| 2017                                    | Rohan Dennis     | Mattia Cattaneo    | Alexandre Geniez    |        |
| 2018                                    | Alexandre Geniez | Tony Gallopin      | Rudy Molard         |        |
| Tour de La Provence                     |                  |                    |                     |        |
| 2019                                    | Gorka Izagirre   | Simon Clarke       | Tony Gallopin       |        |
| 2020                                    | Nairo Quintana   | Aleksandr Vlasov   | Aleksej Lutsenko    |        |
| 2021                                    | Iván Sosa        | Julian Alaphilippe | Egan Bernal         |        |
| 2022                                    | Nairo Quintana   | Julian Alaphilippe | Mattias Skjelmose   |        |
| 2023                                    | aflyst           | aflyst             | aflyst              | aflyst |
| 2024                                    | Mads Pedersen    | Axel Zingle        | Raúl García Pierna  |        |
| 2025                                    | Mads Pedersen    | Matej Mohorič      | Marijn van den Berg |        |